# Amegilla africana
Amegilla africana är en biart som först beskrevs av Heinrich Friese 1905.  Amegilla africana ingår i släktet Amegilla och familjen långtungebin. Inga underarter finns listade i Catalogue of Life.